# Synageles dalmaticus
Synageles dalmaticus är en spindelart som först beskrevs av Eugen von Keyserling 1863.  Synageles dalmaticus ingår i släktet Synageles och familjen hoppspindlar. Inga underarter finns listade i Catalogue of Life.